# آرني نوفاك

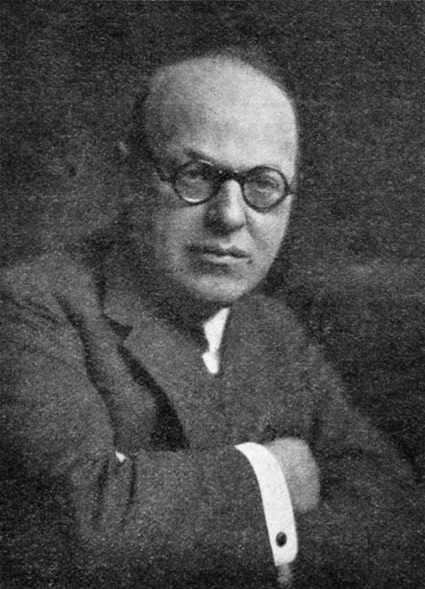
آرني نوفاك

آرني نوفاك Arne Novák ، (2 مارس 1880 بوهيميا - 26 نوفمبر 1939) ولد باسم Arnošt Novák كان مؤرخ وناقد تشيكي متخصصًا في الدراسات الألمانية والتشيكية.

## حياته
وُلِد ابنًا للمدرس في المدرسة الثانوية الدكتور جوزيف نوفاك والروائية تيريزا نوفاكوفا. كان نشطًا في المجلات Volné směry و Lumír و Rozhledy ، إلخ. وكان اخحد أعضاء لجنة نوبل للأدب لعام 1916. [بحاجة لمصدر]

## الدراسة
- 1898–1902 كلية الآداب، جامعة تشارلز في براغ (الدراسات التشيكية والألمانية) [5]
- 1900–1901 جامعة برلين،
- 1906 التأهيل في كلية الآداب، تشارلز جامعة براغ (تاريخ الأدب الألماني)،
- 1911 امتدت فينيا دوسيندي في كلية الآداب، جامعة تشارلز في براغ لتشمل تاريخ الأدب التشيكي،
- 1920 أستاذ بكلية الآداب، جامعة ماساريك في برنو

## الروابط خارجية
أعمال أو نبذة عن آرني نوفاك على أرشيف الإنترنت